# Cerkowiszcze (obwód smoleński)
Cerkowiszcze (ros. Церковище) – wieś (ros. деревня, trb. dieriewnia) w zachodniej Rosji, w osiedlu wiejskim Malejewskoje rejonu krasninskiego w obwodzie smoleńskim.

## Geografia
Miejscowość położona jest przy granicy z Białorusią (0,5 km od wsi Paliszyna), 23 km od drogi regionalnej 66A-3 Krasnyj – granica (Lady), 22 km od centrum administracyjnego osiedla wiejskiego (Malejewo), 23,5 km od centrum administracyjnego rejonu (Krasnyj), 67 km od Smoleńska, 37,5 km od przystanku kolejowego (481 km).
W granicach miejscowości znajduje się ulica Biełorusskaja.

## Demografia
W 2010 r. miejscowość nie posiadała mieszkańców.